# Erwin (Dakota du Sud)
Pour les articles homonymes, voir Erwin.
Erwin est une municipalité américaine située dans le comté de Kingsbury, dans l'État du Dakota du Sud. Selon le recensement de 2010, elle compte 45 habitants. La municipalité s'étend sur 0,48 milles carrés (1,24 km2).
Erwin est fondée en 1887. Elle doit son nom à son premier receveur des postes, James Erwin Hollister.

## Démographie
| 1900 | 1910 | 1920 | 1930 | 1940 | 1950 |
| ---- | ---- | ---- | ---- | ---- | ---- |
| 131  | 230  | 257  | 205  | 182  | 153  |

| 1960 | 1970 | 1980 | 1990 | 2000 | 2010 |
| ---- | ---- | ---- | ---- | ---- | ---- |
| 157  | 106  | 66   | 42   | 58   | 45   |